# Економски и социјални савет Уједињених нација
Економски и социјални савет Уједињених нација (енгл. United Nations Economic and Social Council) је орган који се бави економским и социјалним развојем земаља чланица, као и промоцијом социјалних услуга и политике. Главни циљеви су глобално повећање стандарда становништва, пуна запосленост, социјално здравље, људска права и слободе и културни и образовни развој.
Економски и социјални савет (ЕКОСОЦ) помаже Генералној скупштини у промовисању међународне економске и социјалне сарадње и развоја. ЕКОСОЦ има 54 члана, које бира Генерална скупштина на мандат од три године. Иако су све чланице Уједињених нација подобне при избору, чланице које чине земље „Првог света“ су биле фаворисане у протеклим годинама. Председник се бира на период од годину дана међу малим или средњим силама представљеним у ЕКОСОЦ-у. Сваки члан ЕКОСОЦ-а има један глас, а одлуке доноси већина присутних чланица. ЕКОСОЦ се састаје једном годишње у јулу на четворонедељном заседању. Од 1998. године, одржава се други састанак сваког априла са министрима финансија водећих комисија Светске банке и Међународног монетарног фонда (ММФ). независно посматрано од специјализованих тела којима координира, ЕКОСОЦ функционише као и остали органи УН тј. припукља информације, саветује земље чланице, и даје препоруке. Поред тога, Савет усмерава и координира рад помоћних тела УН-а; у овој улози је најактивнији.

## Реформа
Амандмани на Повељу Уједињених нација проширују ЕКОСОЦ са 18 на 27 чланова у 1965, и на 54 члана у 1971. години.
Кроз већи део своје историје, ЕКОСОЦ је користио пре свега као покретач разговора о економским и социјалним питањима. ЕКОСОЦ је имао мало ауторитета да на силу приморава и већи број земаља чланица је сматрало да је његова корисност маргинална. Међутим, почев од 1992, Сједињене Државе и друге нације се труде да учине ЕКОСОЦ значајнијим јачајући њену политику одговорности у економији, социјалној политици, и сродним областима, нарочито у циљевима будућег друштвеног развоја.
Резултујућа реформа је учинила ЕКОСОЦ телом које надгледа и одређује политику за програме развоја УН-а и реформисала извршне органе за Програм развоја УН-а (УНПР), Друштвени фонд УН-а (УНФПА), и Фонд за помоћ деци (УНИЦЕФ) што би требало да обезбеди овим агенцијама много ефикаснију управу. Реформа је такође пружила јаку подршку ЕКОСОЦ-у за координисање агенција УН како би се побољшао њихов рад по питањима од општег интереса, као што је контрола наркотика, људска права, смањење сиромаштва, и превенција ХИВ/СИДА-е.
Једна од позитивних страна ових реформи је и ефикасност и доследност на који систем агенција УН-а почиње да одговара на хуманитарне кризе широм света. Скорашња иницијатива Генералног секретара Кофија Анана за реформама придаје велику важност будућем јачању координације међу помоћним агенцијама.
Други пример је одлука ЕКОСОЦ-а из 1994. године, да оснује нови заједнички програм УН-а за борбу против ХИВ/СИДА-е. У овај програм (УНАИДС) ће се спојити постојећа средства и стручњаци Светске здравствене организације, УНИЦЕФ-а, УНДП-а, УНФПА-а, УНЕСКО-а, и Светске банке за борбу против СИДА-е у један општи консолидован програм, чиме се елиминише дуплирање напора и поспешује способност земаља чланица да се изборе са пандемијом СИДА-е. Почела је са радом јануара 1996.

## Функционалне комисије
- Комисија Уједињених нација за социјални развој
- Комисија Уједињених нација за људска права (УНХЦР)
- Комисија Уједињених нација о наркотицима
- Комисија Уједињених нација за спречавању криминала
- Комисија за развој науке и технологије
- Комисија за одрживи развој
- Комисија Уједињених нација за права жена
- Комисија за развој друштва
- Комисија Уједињених нација за статистике  Архивирано на веб-сајту  (15. август 2015)

## Регионалне комисије
- Економска комисија Уједињених нација за Европу
- Економска комисија Уједињених нација за Африку
- Економска комисија Уједињених нација за Латинску Америку и Карибе
- Економска и социјална комисија Уједињених нација за Азију и Пацифик
- Економска и социјална комисија Уједињених нација за Западну Азију

## Специјализоване агенције
Специјализоване агенције су аутономне организације које сарађују са Уједињеним нацијама и међусобно, координисане од стране Економског и социјалног савета.
- Међународна радничка организација
- Организација за помоћ пољопривреди
- Образовна, научна и културна организација Уједињених нација
- Светска здравствена организација
- Светска банка
  - Међународна банка за реконструкцију и развој
  - Међународна асоцијација за развој
  - Међународна финансијска корпорација
  - Мултилатерална агенција за сигурне инвестиције
  - Међународни центар за инвестициона изравнања
- Међународни монетарни фонд
- Међународна организација цивилне авијације
- Међународна поморска организација
- Међународна телекомуникациона унија
- Универзална поштанска унија
- Светска метеоролошка организација
- Светска организација за интелектуалну својину
- Међународни фонд за развој пољопривреде
- Фонд Уједињених нација за помоћ деци
- Организација Уједињених нација за индустријски развој
- Међународна организација за избеглице (престала да постоји 1952)
- Међународни одбор за контролу наркотика

## Други ентитети
- Форум Уједињених нација о шумама
- Стални форум Уједињених нација о домаћим питањима